# Jerzy Tarasiewicz
Jerzy Tarasiewicz (ur. 29 września 1937 w Wilnie, zm. 14 listopada 2017 w Tavernier, Floryda) – żeglarz, fizyk, absolwent Wydziału Nawigacyjnego Państwowej Szkoły Morskiej w Gdyni.

## Życiorys
Urodził się w Wilnie, po II wojnie światowej wraz z matką (ojciec Edward Tarasiewicz zmarł podczas wojny) w ramach repatriacji przeniósł się do Sopotu. W 1949 wstąpił do Jacht Klubu Gryf w Gdyni, gdzie rozpoczął swoją żeglarską edukację. Następnie był słuchaczem Wydziału Nawigacyjnego Państwowej Szkoły Morskiej w Gdyni, którą ukończył w 1956 roku. W trakcie nauki odbył kilka rejsów stażowych na statkach Polskiej Marynarki Handlowej oraz na żaglowcu szkolnym „Dar Pomorza”, m.in. na Bliski i Daleki Wschód oraz w basenie Morza Śródziemnego.

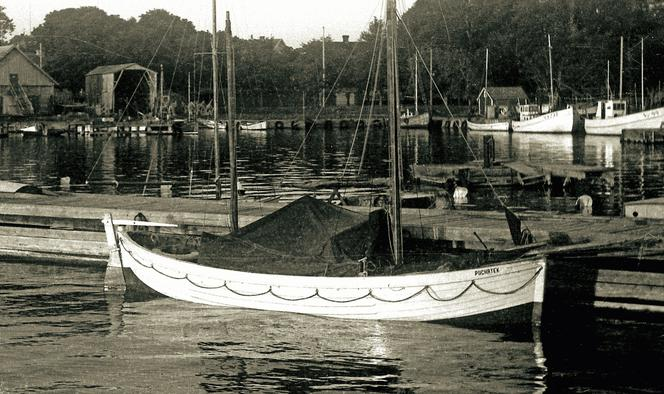
Szalupa „Puchatek" na Gotlandii

Tuz po zdanych egzaminach w Szkole Morskiej zorganizował pionierską wyprawę przez Morze Bałtyckie do Szwecji szalupą ratunkową ze statku MS „Czech”, wraz z Januszem Misiewiczem, Marianem Koseckim i Kazimierzem Rywelskim. Szalupa została przygotowana do trudnego rejsu, uszczelniona, wyposażona w podstawowe przyrządy nawigacyjne, prowiant, wodę pitną, itp. Żeglarze nazwali ją „Puchatek”. Rejs trwał 14 dni (od 5 do 19 lipca 1956 r.) i obfitował w wiele niebezpiecznych momentów, m.in. trzydniowy sztorm. Łódź dopłynęła po 7 dniach do Gotlandii, którą opłynęła wokoło, zatrzymując się w kilku portach, by następnie powrócić do Gdyni. Po rejsie Tarasiewicz odbył obowiązkowe przeszkolenie wojskowe w Marynarce Wojennej w Ustce, a następnie zamustrował na drobnicowiec MS „Piast”, na którym pływał przez ponad rok na linii południowoamerykańskiej w charakterze oficera.

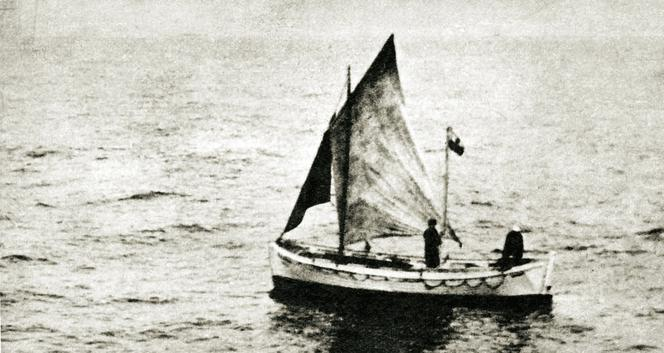
Szalupa „Chatka Puchatków"

W 1958 r. rozpoczął przygotowania do kolejnego rejsu szalupą, tym razem przez Atlantyk. Z poprzedniej załogi „Puchatka” tylko Janusz Misiewicz zdecydował się wziąć w nim udział, toteż załoga była dwuosobowa. Otrzymali oni do dyspozycji starą łódź ratunkową z transatlantyku MS „Batory”, którą wyremontowali, wyposażyli w nowe ożaglowanie, zgromadzili prowiant, mapy i pomoce nawigacyjne. Łódź otrzymała nazwę „Chatka Puchatków”. Rejs rozpoczął się 8 sierpnia 1958 roku. Żeglarze pokonali pomyślnie Bałtyk, Cieśniny Duńskie Morze Północne, następnie przez Ocean Atlantycki zamierzali dotrzeć do Martyniki na Wyspach Karaibskich. W trakcie forsowania Kanału La Manche panowały skrajnie niesprzyjające warunki atmosferyczne, które uniemożliwiły im przedostanie się na Atlantyk. Żeglarze zdecydowali się, więc, przepłynąć kanałami i rzekami przez Francję na Morze Śródziemne, co wymagało zakupienia silnika zaburtowego oraz zdobycia dodatkowych funduszy. Po pokonaniu śródlądowej drogi wodnej, „Chatka Puchatków” wyszła na Morze Śródziemne i trasą przez Algierię dotarła do Madery a następnie do Wysp Kanaryjskich. Stamtąd pożeglowała w kierunku zachodnim, by po trzech tygodniach nieprzerwanego rejsu dotrzeć do celu podróży – Martyniki. Tutaj obaj żeglarze rozstali się, Misiewicz wrócił statkiem do Polski a Tarasiewicz pożeglował samotnie do Portoryko, gdzie spotkał się z Władysławem Wagnerem, pierwszym Polakiem, który opłynął świat na jachcie żaglowym. Wagner pomógł załatwić transport szalupy i żeglarza statkiem do Polski.
Po powrocie do kraju Tarasiewicz planował następne wyprawy, ale popadł w konflikt z ówczesnymi władzami PRL, które zakazały mu dalszych rejsów. Nie mógł również dostać pracy jako oficer w marynarce handlowej. W związku z tym podjął studia fizyczne na Uniwersytecie Jagiellońskim, które ukończył z dyplomem magistra w 1965 roku, po czym przez dwa lata pracował w Instytucie Fizyki na uczelni.
W 1967 r. wraz ze studentami prawa UJ Wojciechem Białym i Ewą Chudyk oraz przyszłą żoną Ewą Mykita planował rejs na przebudowanej szalupie o nazwie „Rozumek”. Z powodu kłopotów proceduralnych i braku wymaganych zezwoleń łódź została przewieziona koleją do Rijeki w Jugosławii, skąd rozpoczęła rejs 7 sierpnia 1967 roku. Tarasiewicz wraz z Ewą opuścił załogę na Balearach, po czym na innej łodzi „Sjopiga” pokonał Atlantyk docierając do Barranquilla w Kolumbii. Później podejmował się różnych prac w kilku państwach basenu Morza Karaibskiego, m.in. był nauczycielem fizyki i matematyki w szkole średniej na Tobago oraz wykładowcą fizyki na Uniwersytecie Panamy. Mieszkał również Hondurasie, a ostatecznie osiedlił się wraz z żoną Ewą na wyspie archipelagu Florida Keys w mieście Tavernier, gdzie zmarł w 2017 roku. Przed śmiercią zdążył kilkukrotnie odwiedzić Polskę, spotkał się między innymi z towarzyszami swoich wypraw na szalupach „Puchatek” i „Chatka Puchatków”. Pochowany został na cmentarzu w Sopocie.

## Publikacje
- Szalupą przez Atlantyk. Rejs „Chatki Puchatków” Ogar Press, Tavernier (USA) 2005, ISBN 0-9764113-1-8
- Do trzech razy sztuka. Rejs „Rozumka", „Sjopigi", „Amelii Mac" Ogar Press, Tavernier (USA) 2007, ISBN 0-9764113-2-1